# طنسا بني مالو
قرية طنسا بنى مالو هي إحدى القرى التابعة لمركز ببا في محافظة بني سويف في جمهورية مصر العربية. حسب إحصاءات سنة 2006، بلغ إجمالي السكان في طنسا بنى مالو 10025 نسمة، منهم 4990 رجل و5035 امرأة.